# 1977 NBA Draft
1977 NBA Draft – National Basketball Association Draft, który odbył się 10 czerwca 1977 w Nowym Jorku.

## Legenda
Pogrubiona czcionka – wybór do All-NBA Team.
|  | - występ w NBA All-Star Game. |

Gwiazdka (*) – członkowie Basketball Hall of Fame.

## Runda pierwsza
| Nr | Zawodnik             | Narodowość        | Drużyna NBA            | College/Drużyna                             |
| -- | -------------------- | ----------------- | ---------------------- | ------------------------------------------- |
| 1  | Kent Benson (C)      | Stany Zjednoczone | Milwaukee Bucks        | Indiana University                          |
| 2  | Otis Birdsong (SG)   | Stany Zjednoczone | Kansas City Kings      | University of Houston                       |
| 3  | Marques Johnson (SF) | Stany Zjednoczone | Milwaukee Bucks        | UCLA                                        |
| 4  | Greg Ballard (SF)    | Stany Zjednoczone | Washington Bullets     | University of Oregon                        |
| 5  | Walter Davis (SG)    | Stany Zjednoczone | Phoenix Suns           | University of North Carolina at Chapel Hill |
| 6  | Kenny Carr (SF/PF)   | Stany Zjednoczone | Los Angeles Lakers     | North Carolina State University             |
| 7  | Bernard King (SF)    | Stany Zjednoczone | New York Nets          | University of Tennessee                     |
| 8  | Jack Sikma (C)       | Stany Zjednoczone | Seattle SuperSonics    | Illinois Wesleyan University                |
| 9  | Tom LaGarde (C)      | Stany Zjednoczone | Denver Nuggets         | University of North Carolina at Chapel Hill |
| 10 | Ray Williams (PG)    | Stany Zjednoczone | New York Knicks        | University of Minnesota                     |
| 11 | Ernie Grunfeld (PG)  | Stany Zjednoczone | Milwaukee Bucks        | University of Tennessee                     |
| 12 | Cedric Maxwell (PF)  | Stany Zjednoczone | Boston Celtics         | University of North Carolina                |
| 13 | Tate Armstrong (SG)  | Stany Zjednoczone | Chicago Bulls          | Duke University                             |
| 14 | Tree Rollins (C)     | Stany Zjednoczone | Atlanta Hawks          | Clemson University                          |
| 15 | Brad Davis (PG)      | Stany Zjednoczone | Los Angeles Lakers     | University of Maryland                      |
| 16 | Rickey Green (PG)    | Stany Zjednoczone | Golden State Warriors  | University of Michigan                      |
| 17 | Bo Ellis (PF)        | Stany Zjednoczone | Washington Bullets     | Marquette University                        |
| 18 | Wesley Cox (SF/PF)   | Stany Zjednoczone | Golden State Warriors  | University of Louisville                    |
| 19 | Rich Laurel (SG)     | Stany Zjednoczone | Portland Trail Blazers | Hofstra University                          |
| 20 | Glenn Mosley (PF)    | Stany Zjednoczone | Philadelphia 76ers     | Seton Hall University                       |
| 21 | Anthony Roberts (SF) | Stany Zjednoczone | Denver Nuggets         | Oral Roberts University                     |
| 22 | Norm Nixon (PG)      | Stany Zjednoczone | Los Angeles Lakers     | Duquesne University                         |

Gracze spoza pierwszej rundy tego draftu, którzy wyróżnili się w czasie gry w NBA to: James Edwards, Eddie Johnson.
Z nr 138. Kansas City Kings wybrali Bruce Jennera, wybitnego dziesięcioboistę, złotego medalistę z Montrealu, który jednak nie wystąpił w NBA.